# Лукьяновка (Красноармейский район)
В Шкотовском районе Приморья тоже есть село Лукьяновка.
Лукья́новка — село в Красноармейском районе Приморского края. Входит в состав Лукьяновского сельского поселения.

## География
Село Лукьяновка стоит на левом берегу реки Большая Уссурка.
Село Лукьяновка расположено на автодороге, идущей на восток от Дальнереченска и от автотрассы «Уссури» через сёла Речное и Звенигородку Дальнереченского района и через сёла Гоголевка и Вербовка Красноармейского района.
На восток от села Лукьяновка дорога идёт к селу Гончаровка и к районному центру Новопокровка.
От села Лукьяновка на север по мосту через реку Большая Уссурка идёт дорога к сёлам Саровка, Покровка, Новокрещенка, Метеоритный.
Расстояние до Дальнереченска (на запад) около 48 км, расстояние до Новопокровки (на восток) около 20 км.

## Население
| 1915 | 2002 | 2010 |
| ---- | ---- | ---- |
| 376  | ↗399 | ↘355 |

## Улицы
| - ул. Восточная, - ул. Зелёная, - пер. Зелёный, | - ул. Луговая, - ул. Садовая, - ул. Советская, | - ул. Узловая, - ул. Центральная, - ул. Южная. |

## Экономика
Жители занимаются сельским хозяйством.